# Augochloropsis sumptuosa
Augochloropsis sumptuosa är en biart som först beskrevs av Smith 1853.  Augochloropsis sumptuosa ingår i släktet Augochloropsis, och familjen vägbin. Inga underarter finns listade.